# Eleições municipais na Dinamarca em 2017
As eleições municipais na Dinamarca em 2017 tiveram lugar no dia 21 de novembro.
Foram eleitas as lideranças para os 98 municípios e 5 regiões do país, no período 2018-2021. Ao todo foram escolhidos 2432 políticos municipais e 205 regionais.
O Partido Social-Democrata foi o vencedor destas eleições, tendo mantido a presidência das quatro maiores cidades do país. 
O Partido Liberal perdeu 3%, sendo todavia o segundo maior, e o Partido Popular Dinamarquês recuou no seu conjunto.